# Dialineura nigrofemorata
Dialineura nigrofemorata är en tvåvingeart som beskrevs av Krober 1937. Dialineura nigrofemorata ingår i släktet Dialineura och familjen stilettflugor. Inga underarter finns listade i Catalogue of Life.